# Henk Veerman
Hendrik Andreas Jacobus (Henk) Veerman (Volendam, 26 februari 1991) is een Nederlands voetballer die als centrumspits voor FC Volendam speelt.

## Clubcarrière

### Beginjaren
Ondanks in Volendam te zijn geboren, zette Veerman zijn eerste stappen op een voetbalveld bij EVC uit Edam. Dit kwam omdat je destijds bij RKAV Volendam zeven jaar oud moest zijn en je bij EVC al op vijfjarige leeftijd lid mocht worden. Na een aantal jaar maakte hij de overstap naar de jeugdopleiding van FC Volendam, maar werd hier op 15-jarige leeftijd weggestuurd. Veerman meldde zich vervolgens bij RKAV Volendam, waar hij eerst in het eerste zondagselftal in de vierde klasse dienstdeed en later in het zaterdagteam in de Hoofdklasse.
Hij werd in eerste instantie door trainer Ronald Dooijeweerd gebruikt als centrale verdediger. Ruim een jaar bleef Veerman de centrale verdediger van de zondagtak van de Volendam amateurs. Het team promoveerde in het eerste jaar van de vierde naar de derde klasse. Op 3 oktober 2010 veranderde Veerman van posititie, toen hij noodgedwongen op de rechtsbuitenpositie werd gezet vanwege een tekort aan aanvallers op de reservebank. Veerman trof die dag in een duel tegen VV Schagen viermaal doel en overtuigde zijn trainer er zodoende van hem voortaan als aanvaller op te stellen. Vanwege zijn scorend vermogen werd Veerman voor het seizoen 2011/12 gepromoveerd van de zondagtak naar de zaterdagtak. Hij werd dat seizoen clubtopscorer met tien treffers en trok de aandacht van de profsectie van Volendam en ook van andere amateurclubs.

### FC Volendam
Veerman koos voor een overgang naar Jong Volendam. Hij sloot zijn eerste seizoen af als topscorer van Jong Volendam en trainer Hans de Koning liet hem ook nog debuteren in het eerste elftal in de allerlaatste wedstrijd van het seizoen. Dit was de return van de finalewedstrijd van de play-offs om promotie, waarin Go Ahead Eagles de tegenstander was. Veerman verving na ruim een uur spelen middenvelder Levi Schwiebbe, maar kon niet voorkomen dat zijn ploeg promotie naar de Eredivisie misliep.
Op 7 juni 2013 tekende Veerman een contract voor één seizoen bij FC Volendam, onder toeziend oog van technisch coördinator Richard Stricker. Na het vertrek van spitsen Michiel Kramer (ADO Den Haag) en Jack Tuijp (Ferencváros) kwam er voor Veerman meer perspectief op speeltijd in het eerste elftal. In de seizoensopener tegen Almere City kwam hij dan ook als invaller binnen de lijnen. Vijf weken later mocht hij in de thuiswedstrijd tegen FC Eindhoven (3-1 nederlaag) voor het eerst in de basis starten. Hij wist echter geen potten te breken en fungeerde voornamelijk als invaller. Aanvankelijk leek hij terug te keren naar het amateurvoetbal. De aanvaller was al rond met FC Lienden en zou in de bouw gaan werken. Toen Veerman in het slot van het seizoen als invaller in tien minuten tijd vier keer scoorde tegen Achilles '29, kreeg hij een verbeterd contract aangeboden van de club. In het volgende seizoen brak hij definitief door als spits, mede door het vertrek van Robert Mühren naar AZ en een blessure bij Guyon Philips. Zestien doelpunten maakte hij en als beloning volgde in februari 2015 een transfer naar SC Heerenveen.

### SC Heerenveen
Op 2 februari 2015 tekende Veerman een contract tot medio 2017 bij SC Heerenveen, dat circa €350.000,- voor hem betaalde aan FC Volendam. Hij werd gehaald als vervanger van Thomas Dalgaard, die aan Odense BK werd verhuurd. Bij Heerenveen debuteerde hij op 4 februari 2015 in de gewonnen thuiswedstrijd tegen Feyenoord (3-1), als invaller voor Mark Uth in de 90e minuut. Zijn eerste doelpunt voor de Friezen maakte hij in een thuiswedstrijd op 7 februari 2015 tegen PEC Zwolle (4-0) in de 85e minuut, terwijl hij pas in de 83e minuut in het veld was gekomen voor Sam Larsson. Met twee doelpunten in vier invalbeurten kende hij een sterke start bij de ploeg uit het Noorden van het land. Het bleef echter bij invalbeurten in zijn eerste halfjaar. Veerman mocht in de laatste wedstrijd van de reguliere competitie voor het eerst in de basis beginnen, nadat Heerenveen zich eerder al had verzekerd van deelname aan de play-offs voor Europees voetbal. De volgende drie seizoenen kwam Veerman bijna wekelijks tot minuten, waarbij hij het merendeel van zijn wedstrijden als invaller fungeerde. Hij groeide in zijn tijd bij Heerenveen uit tot supersub en was in het seizoen 2016/17 dan ook de speler met de meeste doelpunten als invaller. Veerman speelde in 3,5 jaar ruim 100 wedstrijden voor Heerenveen. Hierin trof de boomlange centrumspits eenentwintig keer het net.
Zijn prestaties bij Heerenveen leverde hem interesse op van meerdere Eredivisieclubs. In de zomer van 2017 ketste een overgang naar FC Utrecht af op een ton, Heerenveen vroeg destijds 800.000 euro voor de Volendammer. Een jaar later toonde NAC Breda interesse.

### FC St. Pauli
Na drie jaar bij SC Heerenveen, tekende Veerman in augustus 2018 een contract bij de Duitse tweedeklasser FC St. Pauli, dat liep tot 2021. In zijn eerste seizoen maakte de Nederlander zes doelpunten en vijf assists in 17 competitieduels, maar scheurde zijn kruisband in de laatste wedstrijd voor de winterstop, een 4-1 nederlaag tegen 1. FC Magdeburg. Na twee optredens in de Regionalliga voor St. Pauli II keerde Veerman pas in november 2019 terug in het eerste elftal. Een maand later scoorde hij zijn eerste brace voor St. Pauli in een 3-0 overwinning op koploper Arminia Bielefeld. Nadat Veerman terugkeerde van zijn blessure werd hij weer basisspeler bij de Duitse ploeg. Op de een-na-laatste speeldag moest Veerman met zijn ploeg aantreden tegen SSV Jahn Regensburg. Veerman gaf na elf minuten de assist op Dimitris Diamantakos, die de openingstreffer maakte. Het duel eindigde uiteindelijk in 1-1, waarna St. Pauli officieel verzekerd was van handhaving op het tweede niveau. Ondanks dat Veerman het begin van het seizoen had gemist door een blessure, sloot hij het seizoen af met 11 doelpunten in 22 wedstrijden.

### Terugkeer bij SC Heerenveen
In augustus 2020 kwam het nieuws naar buiten dat Henk Veerman na twee jaar terugkeerde bij SC Heerenveen. SC Heerenveen troefde een groot aantal geïnteresseerde clubs af. Met elf doelpunten in de Tweede Bundesliga lag de spits goed in de markt. De aanvaller wilde per se terug naar Nederland om dichter bij zijn familie te kunnen zijn. SC Heerenveen kwam met het beste verhaal en Veerman zelf had de ambitie om een bepalende speler te gaan worden in Friesland. Hij tekende een contract tot medio 2023 en was dat seizoen ploeggenoot van Joey Veerman, die tussen 2016 en 2019 voor FC Volendam speelde.
Ditmaal wist Veerman wel basisspeler te worden bij SC Heerenveen. In het seizoen 2020/21 werd hij in 33 duels in de basiself opgenomen. Het Eredivisieseizoen werd afgesloten in de middenmoot. In de beker speelde Veerman alle wedstrijden mee en reikte Heerenveen tot de halve finale, waarin Ajax uiteindelijk te sterk bleek. Halverwege het volgende seizoen maakte Veerman een stap omhoog en ging hij spelen bij FC Utrecht.

### FC Utrecht
In januari 2022 maakte Veerman de overstap naar FC Utrecht, dat eerder ook al interesse in hem had getoond. Hiermee vervulde hij een belofte aan een overleden vriend, die ook graag bij FC Utrecht gespeeld had maar het topniveau nooit had weten te bereiken.
Veerman kende een droomdebuut voor FC Utrecht, op 5 februari in de wedstrijd tegen SC Cambuur. Utrecht begon slecht aan de wedstrijd en stond al gauw met 2-0 achter, waarna trainer René Hake besloot om de nieuwe aanwinst na een half uur binnen de lijnen te brengen als vervanger van verdediger Mark van der Maarel. Veerman beloonde het vertrouwen van zijn trainer direct. Utrecht kwam terug tot 2-2, waarna hij na ruim een uur spelen de winnende treffer maakte. De bijdrage van Veerman bleef echter beperkt tot een doelpunt in tien duels. In de zomerstop nam de concurrentie vervolgens flink toe door de komst van Bas Dost en Daishawn Redan. Hierop besloot hij de club te verlaten en terug te keren bij FC Volendam.

### Terugkeer bij FC Volendam
Op 31 juli 2022 tekende Veerman een contract tot medio 2025 bij FC Volendam en keerde zodoende terug bij de club waar hij doorbrak in het betaalde voetbal. Ook bij FC Volendam fungeerde hij in zijn eerste seizoen voornamelijk als invaller, doordat trainer Wim Jonk vaak de voorkeur gaf aan Robert Mühren. In dertig duels kwam hij tot vier treffers.

### ADO Den Haag en weer terug
Veerman werd voor het seizoen 2023/24 verhuurd aan ADO Den Haag, destijds uitkomend in de Eerste divisie. In het seizoen 2023/24 eindigde Veerman op de vijfde plaats met ADO Den Haag en was hij topscorer van de Keuken Kampioen Divisie met 23 goals in 38 wedstrijden. In de daaropvolgende play-offs wist hij ook nog tweemaal het net te vinden, maar het lukte ADO Den Haag niet om promotie af te dwingen. Bij zijn terugkeer in Volendam verlengde Veerman zijn contract tot medio 2026.
In het seizoen 2024/25 wist Veerman zijn topscorerstitel te prolongeren. De boomlange aanvaller trof zesentwintig keer het net voor FC Volendam in competitieverband, wat bijdroeg aan het kampioenschap in de Eerste divisie en dusdoende een terugkeer voor de club op het hoogste niveau. Tijdens de huldiging van de kampioensploeg werd Veerman tevens uitgeroepen tot Speler van het Jaar.

## Clubstatistieken
| Seizoen         | Club            | Competitie      | Competitie | Competitie | Beker | Beker | Overig | Overig | Totaal | Totaal |
| Seizoen         | Club            | Competitie      | Wed.       | Dlp.       | Wed.  | Dlp.  | Wed.   | Dlp.   | Wed.   | Dlp.   |
| --------------- | --------------- | --------------- | ---------- | ---------- | ----- | ----- | ------ | ------ | ------ | ------ |
| 2012/13         | FC Volendam     | Eerste divisie  | 0          | 0          | 0     | 0     | 1      | 0      | 1      | 0      |
| 2013/14         | FC Volendam     | Eerste divisie  | 24         | 6          | 1     | 0     | 0      | 0      | 25     | 6      |
| 2014/15         | FC Volendam     | Eerste divisie  | 21         | 16         | 3     | 3     | 0      | 0      | 24     | 19     |
| 2014/15         | SC Heerenveen   | Eredivisie      | 14         | 2          | 0     | 0     | 3      | 0      | 17     | 2      |
| 2015/16         | SC Heerenveen   | Eredivisie      | 26         | 6          | 3     | 2     | 0      | 0      | 29     | 8      |
| 2016/17         | SC Heerenveen   | Eredivisie      | 23         | 5          | 2     | 2     | 1      | 0      | 26     | 7      |
| 2017/18         | SC Heerenveen   | Eredivisie      | 31         | 4          | 2     | 0     | 2      | 0      | 35     | 4      |
| 2018/19         | FC St. Pauli    | 2. Bundesliga   | 16         | 6          | 1     | 0     | 0      | 0      | 17     | 6      |
| 2019/20         | FC St. Pauli    | 2. Bundesliga   | 22         | 11         | 0     | 0     | 0      | 0      | 22     | 11     |
| 2020/21         | SC Heerenveen   | Eredivisie      | 31         | 14         | 4     | 0     | 0      | 0      | 35     | 14     |
| 2021/22         | SC Heerenveen   | Eredivisie      | 20         | 7          | 3     | 1     | 0      | 0      | 23     | 8      |
| 2021/22         | FC Utrecht      | Eredivisie      | 8          | 1          | 0     | 0     | 2      | 0      | 10     | 1      |
| 2022/23         | FC Volendam     | Eredivisie      | 29         | 4          | 1     | 0     | 0      | 0      | 30     | 4      |
| 2023/24         | → ADO Den Haag  | Eerste divisie  | 38         | 23         | 2     | 1     | 4      | 2      | 44     | 26     |
| 2024/25         | FC Volendam     | Eerste divisie  | 37         | 26         | 0     | 0     | 0      | 0      | 37     | 26     |
| Carrière totaal | Carrière totaal | Carrière totaal | 340        | 131        | 22    | 9     | 13     | 2      | 375    | 142    |

Bijgewerkt op 21 juni 2025.
1 van Oevelen ·
2 Payne ·
3 Amevor ·
4 Mbuyamba ·
5 Ugwu ·
6 Plat ·
7 Kökçü ·
8 Yah ·
9 Veerman  ·
10 Kuwas ·
11 Oehlers ·
15 Bouziane ·
16 Steur ·
17 Beukers ·
18 Bukala ·
19 Zijlstra ·
21 Mühren ·
22 Vlak ·
24 Wong-A-Soij ·
25 Blondeau ·
27 Mau-Asam ·
28 Esajas ·
32 Leliendal ·
36 de Haan ·
Coach: Kruys
· Assistent-coach: Van Boven
· Assistent-coach: Dingsdag
· Keeperstrainer: Van der Geest